# Francesco Valenti
Francesco Valenti (30 settembre 1945) è un ex siepista italiano.

## Palmarès
| Anno | Manifestazione | Sede     | Evento       | Risultato | Prestazione | Note |
| ---- | -------------- | -------- | ------------ | --------- | ----------- | ---- |
| 1971 | Europei        | Helsinki | 3000 m siepi | Batteria  | 8'57"93     |      |

## Campionati nazionali
1971
- Oro ai campionati italiani assoluti, 3000 m siepi - 8'41"6

## Altre competizioni internazionali[1]
1969
- Bronzo al Campaccio ( San Giorgio su Legnano) - 42'04"

1970
- 5º ai Mondiali militari di corsa campestre ( Lovanio) - 9'16"

1971
- 4º ai Mondiali militari di corsa campestre ( Civitavecchia) - 8'53"

1973
- Oro al Giro podistico internazionale di Rovereto ( Rovereto)[2]